# Karl Rudberg (läkare)
Karl Leonard Rudberg, född den 28 januari 1852 i Skedevi socken, Östergötland, död den 10 december 1923 i Stockholm, var en svensk läkare.

## Biografi
Rudberg blev student 1871, medicine licentiat 1881 och medicine doktor 1888. Han inträdde redan 1876 i flottans tjänst och deltog i ett flertal expeditioner, bland annat med Vanadis 1877–1878 vid S:t Barthélemys högtidliga överlämnande till Frankrike, världsomseglingen med Vanadis 1883–1885 samt var 1898 krigsstipendiat i spansk-amerikanska kriget. 

### Militärläkarbana
Rudberg var läkare vid Allmänna garnisonssjukhuset 1885–1887 och var samtidigt bataljonsläkare vid armén samt utnämndes 1888 till förste bataljonsläkare vid flottans station i Stockholm. Då marinläkarkåren organiserades 1902 efter de grunder, som Rudberg i offentliga föredrag, tidningsartiklar med mera angivit, utnämndes han till marinöverläkare och chef för densamma samt till chef för Marinförvaltningens sanitetsavdelning. Han tog 1917 avsked från marinöverläkarbefattningen. 

### Seglare och kanotpionjär
Rudberg var känd som båt-, kanot- och seglingsentusiast och konstruerade flera egna båtmodeller. Under sin världsomsegling 1883–1885 med ångfregatten Vanadis medförde Rudberg sin segelkanot Carmen från 1882, konstruerad av Carl Smith. Kanoten donerades 1983 av Föreningen för Kanot-Idrott till Sjöhistoriska Museet.

### Ledamotskap och ordnar
Rudberg blev hedersledamot av örlogsmannasällskapet 1913. Han blev riddare av Vasaorden 1893, kommendör av andra klassen av samma orden 1905  och kommendör av första klassen 1910.

### Familj
Karl Rudberg tillhörde Rudasläkten som ättling till Eric Ericsson i Ruda. Han var son till bryggare och hemmansägare Anders Eriksson (1820–1905) och Anna Pehrsdotter (1820–?). Rudberg var gift med Ingeborg Wiechel (1864–1946). Paret hade två söner: kommendören i marinen Karl Gustaf Rudberg och Sten Rudberg, kapten i flottan och disponent vid Hälleforsnäs bruk. Makarna Rudberg är begravda på Galärvarvskyrkogården i Stockholm.